# Людовик I Анжуйский
Людовик I Анжуйский (фр. Louis Ier duc d'Anjou; 23 июля 1339, Венсен — 20 сентября 1384, Бишелье, Апулия) — второй сын короля Иоанна II Доброго и Бонны Люксембургской.
Носил титулы графа Анжуйского в 1350—1360 годах, затем герцога Анжуйского с 1360 года, графа Мэнского с 1356 года, сеньора де Гиз с 1360 года, герцога Туреньского с 1370 года, титулярного короля Неаполитанского, графа Прованского и другие. Кроме того, как и все преемники Карла I Анжуйского Людовик I не признавал потери Иерусалимского королевства и носил титул короля Иерусалимского с 1382 года.

## Биография

Владения Людовика Анжуйского на карте Франции 1388 г. (фиолетовым цветом)

Играл немаловажную роль в царствование Иоанна II Доброго, Карла V Мудрого и Карла VI Безумного. Бежав из английского плена в 1363 году, нарушил т. н. второй «Договор заложников», что вынудило его отца, Иоанна II, добровольно вернуться в Лондон.
В царствование своего старшего брата Карла V был наместником Лангедока и командовал частями французской армии во время компаний по освобождению Великой Аквитании от англичан. По завещанию Карла V должен был стать одним из регентов при малолетнем Карле VI, но, нарушив завещание, провозгласил себя единоличным регентом и мошеннически присвоил себе значительную часть королевской казны. Под давлением младших братьев (Иоанна Беррийского и Филиппа II Смелого) был вынужден удовольствоваться лишь председательством в Совете.
Был усыновлён неаполитанской королевой Джованной I и стал, тем самым, потенциальным наследником неаполитанской короны. Условием усыновления было оказание помощи Джованне I против папы Урбана VI, отлучившего королеву от Церкви, и его ставленника (и предыдущего усыновлённого наследника Джованны) Карла Дураццо. Людовик, занятый поиском денег на неаполитанскую экспедицию, не успел прийти на помощь своей приёмной матери: она была свергнута и задушена в 1382 году. Только после её гибели и воцарения в Неаполе Карла Дураццо под именем Карла III Людовик смог в 1382 году набрать армию наёмников и отправился отвоёвывать Неаполь для себя. Война между наёмными армиями претендентов не ознаменовалась крупными сражениями, но была войной на выживание. У Людовика к 1384 году закончились средства, его армия рассыпалась, а сам он умер, так и не став королём Неаполя.
В 1381 году Людовик купил графство Руси и баронию Низи-ле-Конт у Изабеллы Пьерпон, графини де Руси. Однако эта продажа была оспорена Симоном де Пьерпоном, дядей Изабеллы. Спор был решён парламентом в пользу Симона уже после смерти Людовика.
Единственным значимым приобретением Людовика стал в 1382 году Прованс, принадлежавший с 1250 года Анжу-Сицилийскому дому — царствовавшей в Неаполе королевской династии.

## Семья и потомки
Жена: (с 8 июля 1360 года) Мария де Блуа-Шатильон (1345—1404), графиня де Гиз, дочь Карла де Блуа, герцога Бретани и Жанны де Дрё, герцогини Бретани. Имели 3-х детей:
- Мария Анжуйская (1370 — ок. 1383);
- Людовик II Анжуйский (1377—1417);
- Карл Анжуйский (ок. 1380—1404).

Потомки Людовика I Людовик II, Людовик III, Рене Добрый, Карл Мэнский последовательно владели Провансом с 1384 по 1481 годы. Они же унаследовали от него претензии на корону Неаполя. После прекращения мужской линии потомков Людовика I в 1481 году Прованс и химерические претензии на неаполитанский престол перешли к Людовику XI.